# Ben Amera
Ben Amera egy nagy monolit. Néhány forrás szerint az ausztráliai Uluru (Ayers Rock) után a világ második legnagyobb monolitja. Mauritániában helyezkedik el, a Nyugat-Szaharával közös határ közelében. Nem messze még találhatók monolitok.

## Fekvése
50 km-re, keletre a Choum, 150 km-re, délkeletre az Atar, 250 km-re, délkeletre a Chinguetti, 300 km-re, északkeletre a Zouerate, 400 km-re, nyugatra pedig a Nouadhibou található.